# Antonikapelle

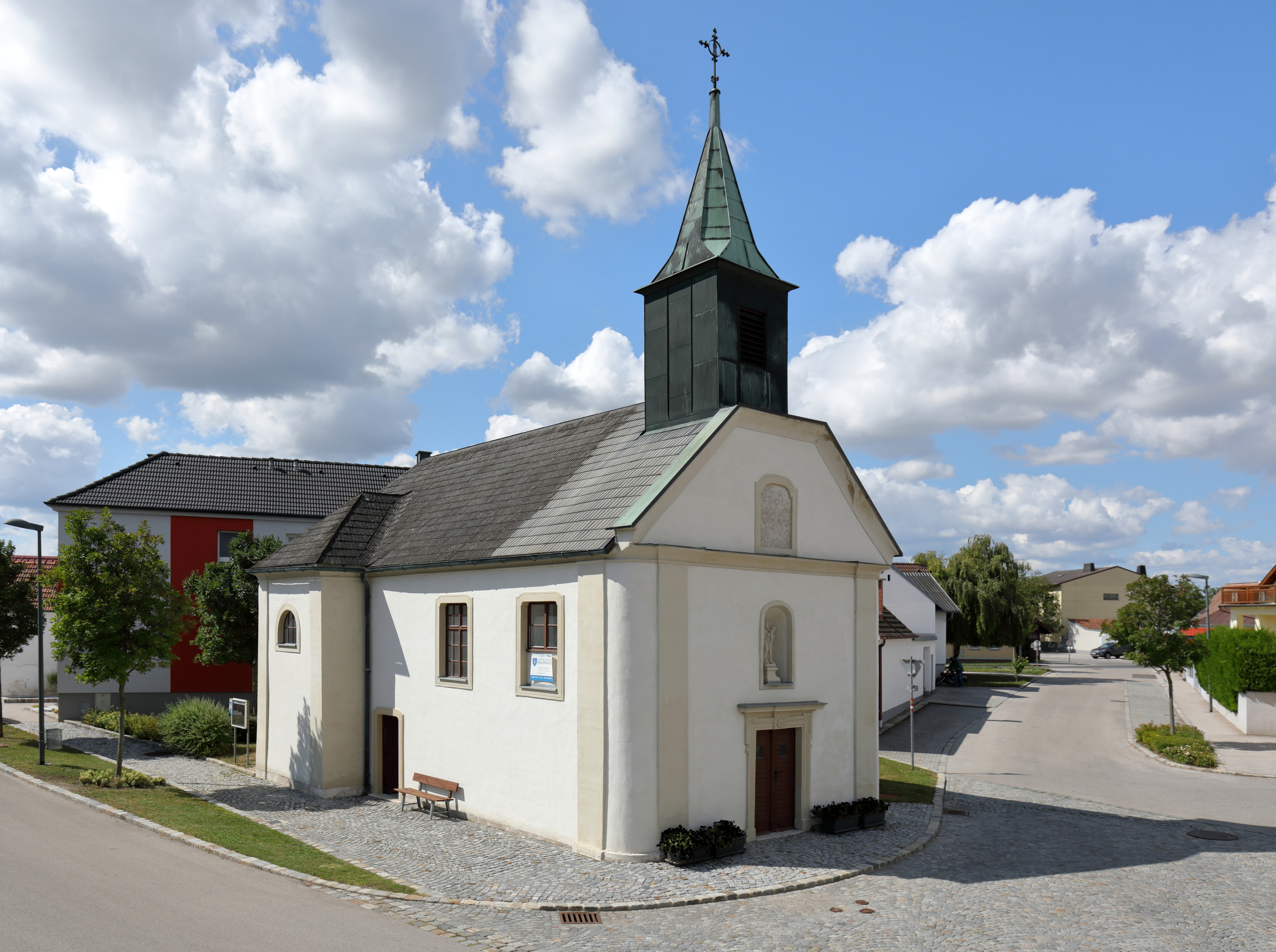
Nordostansicht der Kapelle

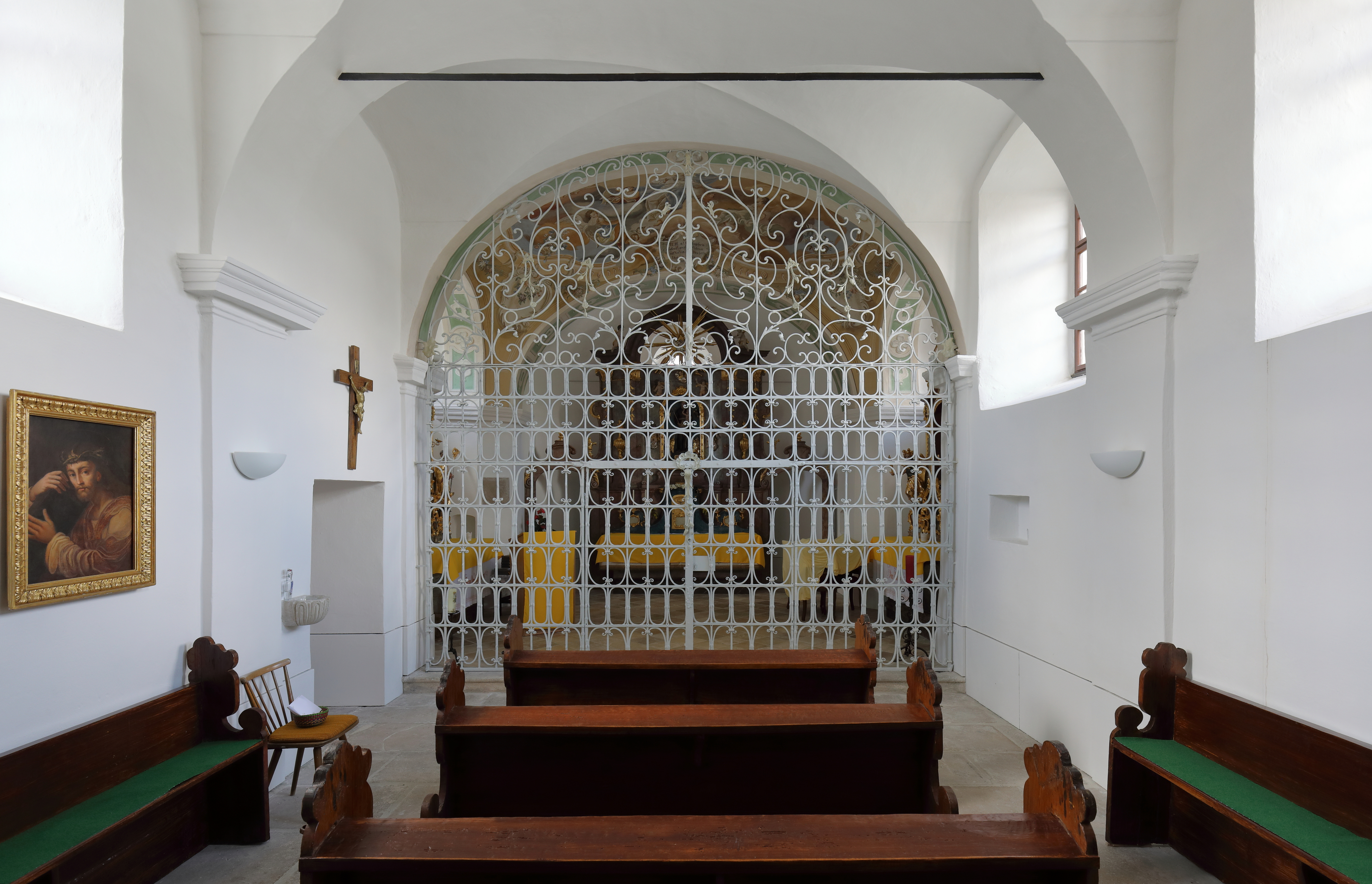
Innenansicht (2017)

Die sogenannte Antonikapelle steht am südlichen Ortsausgang direkt an der Hauptstraße in der burgenländischen Marktgemeinde Großhöflein. Die römisch-katholische Kapelle wurde 1730 von der Fürstin Maria Octavia Esterházy gestiftet und ist dem heiligen Antonius von Padua geweiht.

## Geschichte
Ende des 16. Jahrhunderts errichtete man neben der Poststation von Großhöflein eine Säule mit der Statue des heiligen Antonius von Padua, der als Schutzpatron der Reisenden verehrt wird. Fürstin Maria Octavia Esterházy ließ an der Stelle der Antonisäule eine barocke Kapelle bauen, deren Grundsteinlegung laut Inschriftentafel 1730 stattfand, und die wegen Bauunterbrechungen erst 1767 geweiht werden konnte.
Von 1970 bis 1972 fand eine Gesamtrestaurierung statt, und ab 2015 eine Sanierung, die mit einer Messe und Segnung am 2. Oktober 2016 abgeschlossen wurde.

## Beschreibung
Der kleine Barockbau mit Querschiff, einer flach geschlossenen Apsis mit abgeschrägten Ecken und einem Dachreiter mit Spitzhelm über der Eingangsfront ist nach Süd(westen) ausgerichtet. Die Außenmauern sind durch grau gefasste Lisenen gegliedert. Über dem rechteckigen Hauptportal befindet sich eine Figurennische mit der Statue des Hl. Antonius. Dem dreijochigen, kreuzgratgewölbten Hauptschiff schließt sich das Querschiff mit Tonnengewölbe und im Zentrum einem Platzlgewölbe an. In diesem Querschiffgewölbe befindet sich ein Deckenfresko im Rokokostil, das Gottvater und ihn umgebende Engel auf Wolkenbänken zeigt und einen Blick in den Himmel darstellt. Ein schmiedeeisernes Gitter trennt den Chorraum und das Querschiff vom Langhaus.
Der Hauptaltar stammt aus dem Rokoko und hat einen Rahmenaufsatz und Opfergangportale. In der Mittelnische befindet sich eine Figur des Kapellenpatrons Antonius von Padua. Laut Inschrift unter dem Tabernakelrelief entstand der Altar 1775. Die Seitenaltäre aus derselben Zeit haben einen ähnlichen Aufbau. In dem Einen befindet sich in der Mittelnische die Figur der hl. Anna mit ihrer Tochter Maria flankiert von den hll. Donatus und Leonhard, in dem Anderen eine der hl. Madonna, flankiert von den Erzengeln Michael als Seelenwäger und Gabriel mit Lilie als Verkündigungsengel.
Die Orgelempore ist eine stützenlose Holzkonstruktion. An der Brüstung befinden sich sechs Bilder mit Szenen aus der Antoniuslegende. Dargestellt ist von links nach rechts: der Schiffbruch des Antonius bei Syrakus; das Christuskind erscheint Antonius in seiner Klosterzelle; Antonius schützt seine Kapelle in Großhöflein, die hier noch einen barocken Zwiebelhelm zeigt, vor einem Unwetter; das Eselswunder und die Bekehrung eines Ketzers; St. Antonius heilt einen Kranken sowie die Predigt vor den Fischen. An der Unterseite datiert eine Inschrift die Empore samt zugehörigem, einmanualigem Orgelpositiv auf 1748 mit 4 Registern und nennt als Stifter den Wiener Bürger Tobias Nickl.

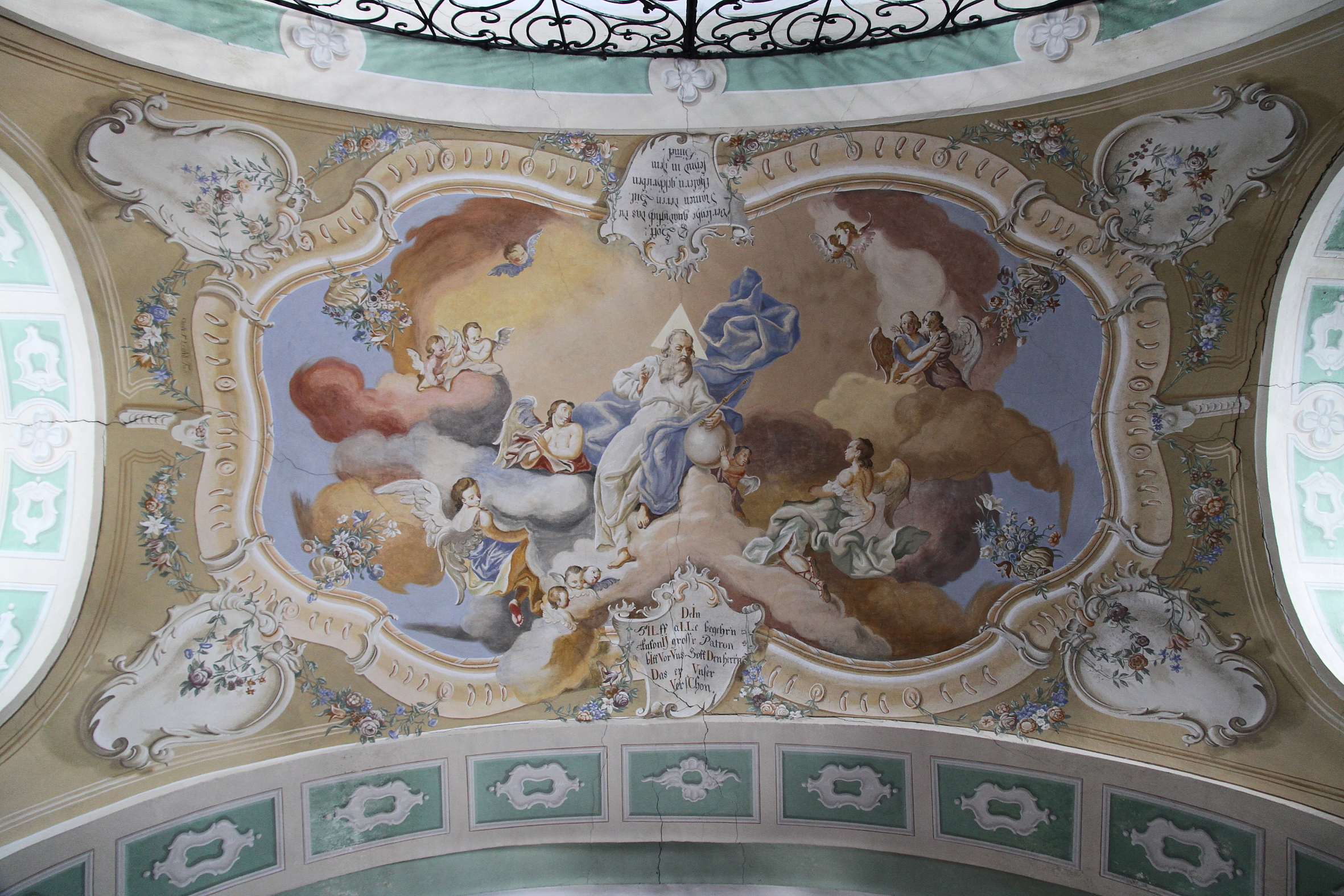
Deckenfresko in der Vierung
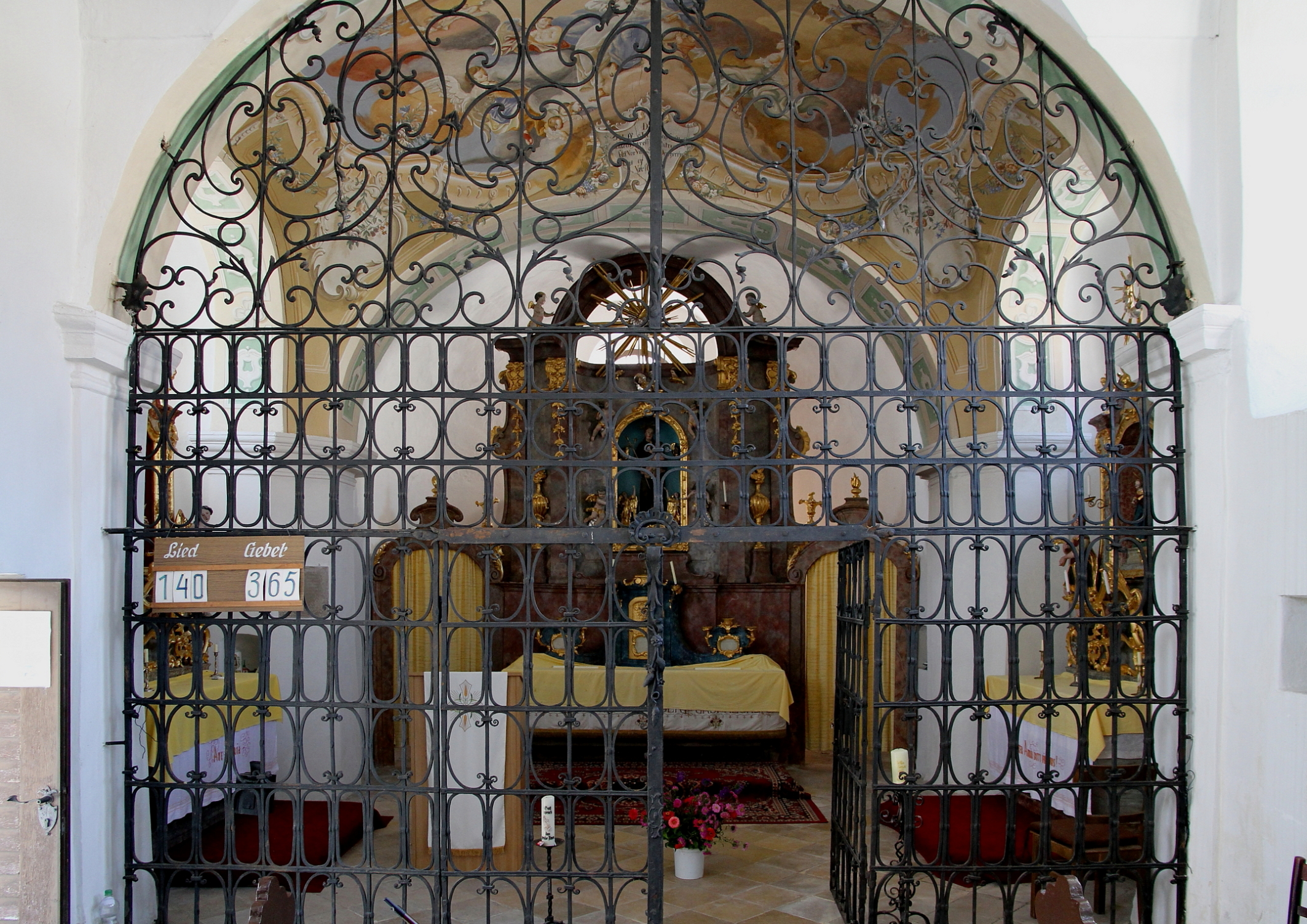
Scherengitter (2011)
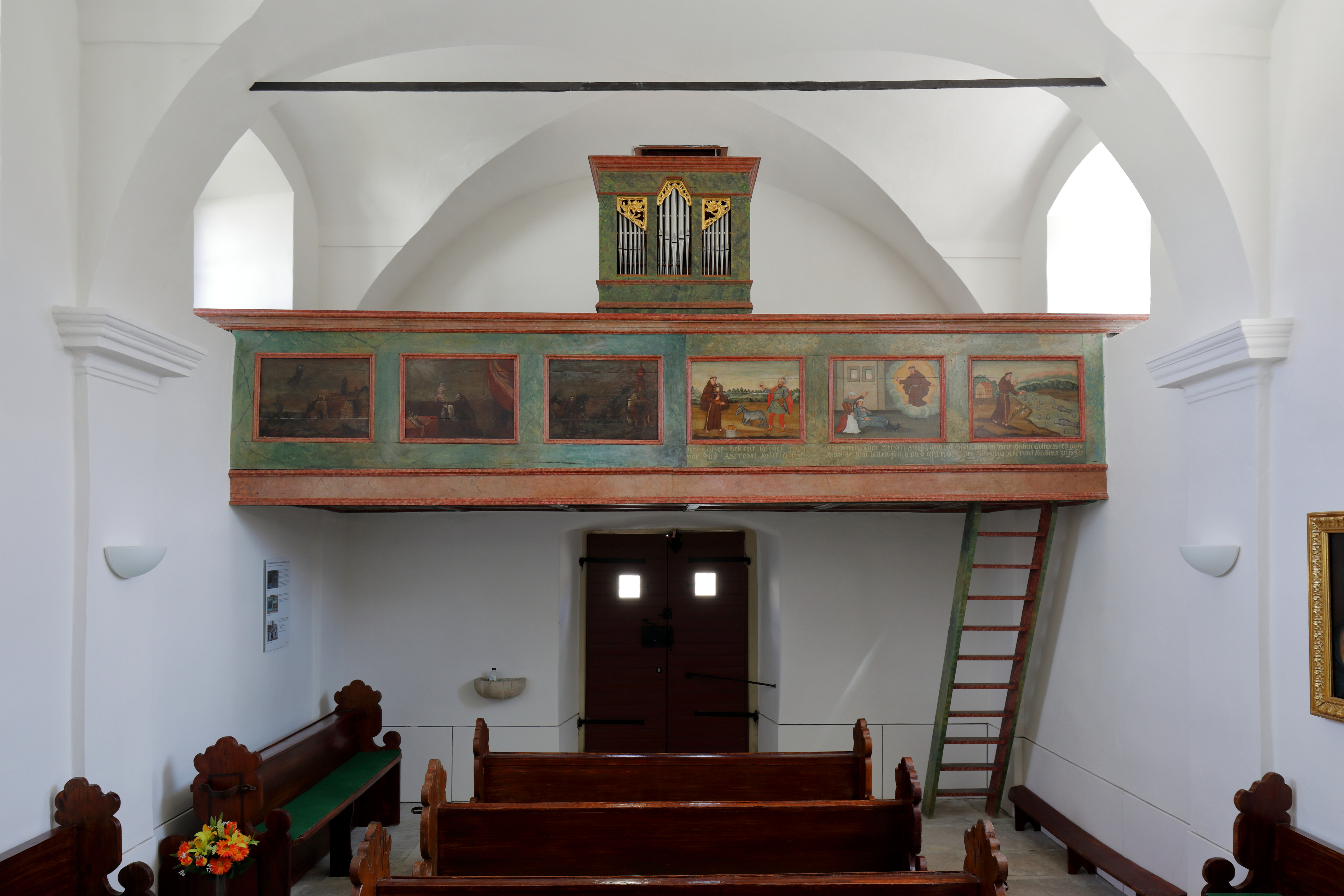
Orgelempore
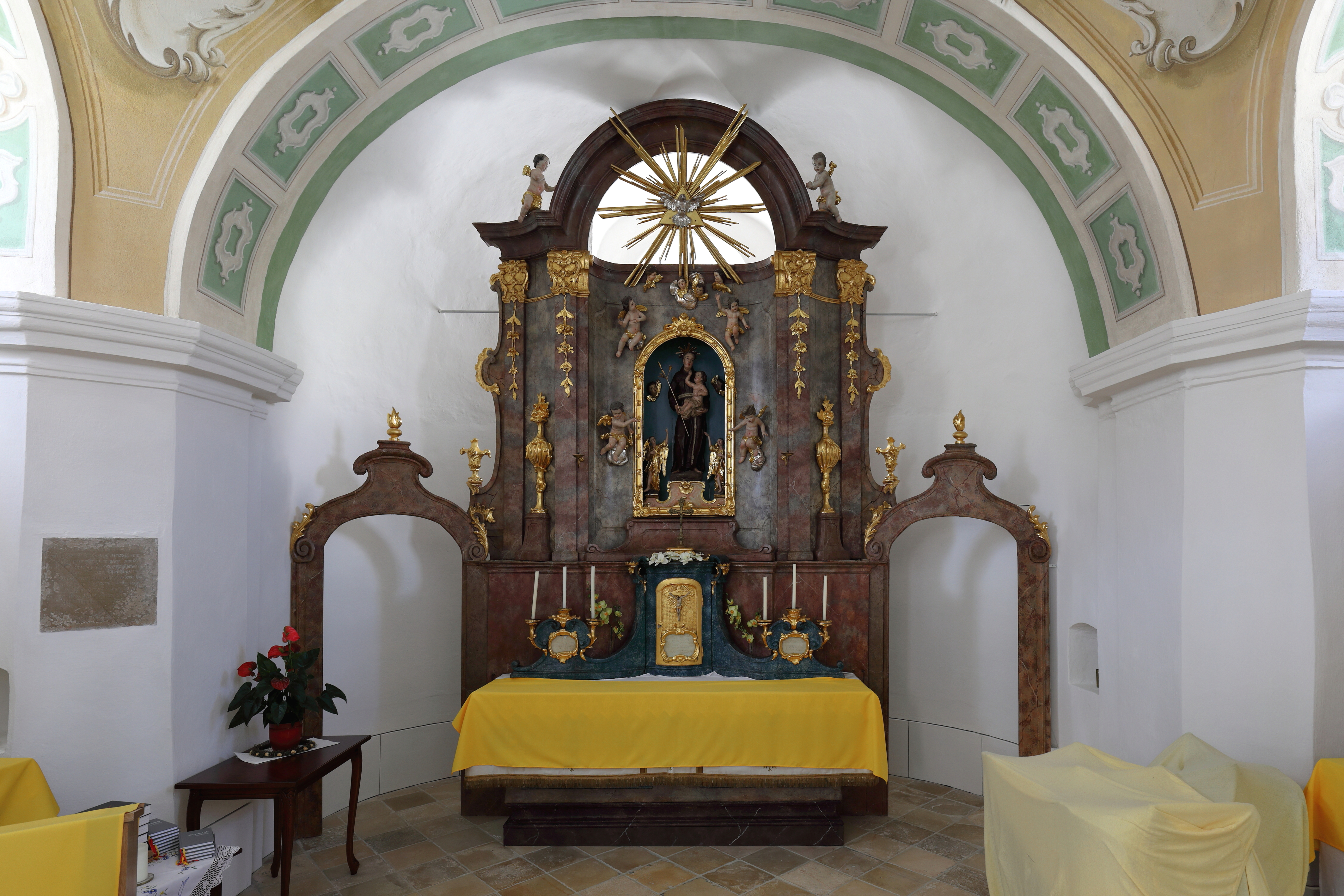
Hauptaltar